# Tally Hall
Tally Hall és una banda de rock dels Estats Units formada a Ann Arbor (Michigan) el desembre de 2002. La banda és coneguda per les melodies alegres i les lletres capritxoses. Els membres van descriure originalment el seu estil musical com "wonky rock", després van redefinir el seu so com "fabloo", en un esforç per no deixar que la seva música es definís per cap gènere en particular després que la gent comencés a definir les característiques de "wonky rock".
Tally Hall té cinc membres, cadascun d'ells distingit pel color de les corbates: el guitarrista Rob Cantor (groc), el guitarrista Joe Hawley (vermell), el bateria Ross Federman (gris), el teclista Andrew Horowitz (verd) i el baixista Zubin Sedghi (blau). Cada membre ha proporcionat la veu per a la banda.
Un cop sota el segell Atlantic Records, Tally Hall va signar de nou amb el segell independent Quack!Media, que anteriorment havia ajudat a finançar i distribuir a nivell nacional el seu àlbum d'estudi debut, Marvin's Marvelous Mechanical Museum. Van llançar el seu segon àlbum, Good & Evil, el 21 de juny de 2011.
Tally Hall també va proporcionar la veu i la música de totes les cançons de Happy Monster Band, una sèrie de televisió infantil que es va emetre a Playhouse Disney.